# Liste des églises et chapelles de l'Église orthodoxe de Finlande
Cet article liste les églises et chapelles de l'Église orthodoxe de Finlande. 

## Liste
| Nom                                                               | Image | Const.      | Lieu                               | Architecte                          | Réf.   |
| ----------------------------------------------------------------- | ----- | ----------- | ---------------------------------- | ----------------------------------- | ------ |
| Église orthodoxe d'Ahvenisto                                      |       | 1894        | Hämeenlinna                        |                                     | [ 1 ]  |
| Église orthodoxe de Tapiola                                       |       | 1998        | Espoo, Tapiola                     | Paul Hesse                          | [ 2 ]  |
| Église du cimetière d'Hamina (fi)                                 |       | 1901        | Hamina, Pampyöli                   | Ivar Aminoff                        | [ 3 ]  |
| Église Saint-Pierre-et-Saint-Paul d'Hamina                        |       | 1837        | Hamina                             | Louis Visconti                      | [ 4 ]  |
| Église orthodoxe d'Hanko (fi)                                     |       | 1895        | Hanko                              | V.I. Barankejev                     | [ 5 ]  |
| Chapelle d'Hattuvaara (fi)                                        |       | 1792        | Ilomantsi, Hattuvaara              |                                     | [ 6 ]  |
| Église de l'Ascension du Christ à Heinola                         |       | 1956        | Heinola                            | Ernst Adolf Nordström               | [ 7 ]  |
| Église Saint-Élie d'Helsinki (fi)                                 |       | 1958        | Helsinki                           | Ivan Kudrjavzev                     | [ 8 ]  |
| Église de la Sainte-Trinité d'Helsinki                            |       | 1827        | Helsinki                           | Carl Ludvig Engel                   | [ 9 ]  |
| Église orthodoxe d'Hoilola (fi)                                   |       | 1957        | Joensuu, Tuupovaara, Hoilola       | Uuno Korhonen.                      | [ 10 ] |
| Église orthodoxe d'Hyvinkää (fi)                                  |       | 1963        | Hyvinkää                           | Laura Järvi-Larkas, Sakari Siitonen | [ 11 ] |
| Église orthodoxe d'Hämeenlinna                                    |       | 1962        | Hämeenlinna                        | Mika Erno                           | [ 12 ] |
| Église du prophète Élie à Iisalmi (fi)                            |       | 1957        | Iisalmi                            | Ilmari Ahonen                       | [ 13 ] |
| Église orthodoxe d'Ilomantsi (fi)                                 |       | 1892        | Ilomantsi                          | Dimitrij Sadovnikov                 | [ 14 ] |
| Église Saint-Nicolas d'Imatra                                     |       | 1956        | Imatra                             | Toivo Paatela                       | [ 15 ] |
| Église Saint-Nicolas d'Ivalo (fi)                                 |       | 1960, 1996  | Inari, Ivalo                       | Ilmari Ahonen                       | [ 16 ] |
| Église Saint-Nicolas de Joensuu (fi)                              |       | 1887        | Joensuu                            | G.F. Karpov                         |        |
| Joensuun Pyhän Johannes Teologin kirkko                           |       | 1993        | Joensuu                            |                                     |        |
| Église de la Protection de la Vierge de Juankoski (fi)            |       | 1954 1986   | Kuopio, Juankoski                  | Toivo Paatela                       |        |
| Église de la Résurrection-du-Christ de Jyväskylä                  |       | 1953-1954   | Jyväskylä                          | Toivo Paatela                       |        |
| Église orthodoxe de Järvenpää (fi)                                |       | 1980        | Järvenpää                          | Ivan Kudrjavzev                     |        |
| Église de tous les saints de Valamo (fi)                          |       | 1940        | Heinävesi, Uusi Valamo             |                                     |        |
| L'église de la Transfiguration du Christ de Kajaani (fi)          |       | 1959        | Kajaani                            | Ilmari Ahonen                       |        |
| Chapelle de la naissance de la Mère de Dieu de Karstula (fi)      |       | 1985        | Karstula                           |                                     |        |
| Chapelle de la naissance de la Vierge Marie de Kausala (fi)       |       | 2003        | Iitti, Kausala                     | Aarre Laiho                         |        |
| Église Arsenio Koniewski de Keitele (fi)                          |       | 1965 2000   | Keitele                            | Vilho Koistinen                     |        |
| Église orthodoxe de Kemi (fi)                                     |       | 1962        | Kemi                               | Ilmari Ahonen                       |        |
| Église orthodoxe de Kitee (fi)                                    |       | 1998        | Kitee                              | Sirkka Sortti                       |        |
| Église Saint-Nicolas de Kiuruvesi (fi)                            |       | (1918) 1957 | Kiuruvesi                          |                                     |        |
| Église orthodoxe de Klaukkala (fi)                                |       | 1997        | Nurmijärvi, Klaukkala              | Ritva Westermark                    |        |
| Salle de prière de Siméon et Hanna à Kokkola (fi)                 |       |             | Kokkola                            |                                     |        |
| Église de l'Assomption du Christ de Kontiolahti (fi)              |       | 1982 1985   | Kontiolahti                        | Erkki Helasvuo                      |        |
| Église des éclaireurs de Carélie de Kolho (fi)                    |       |             | Mänttä-Vilppula, Vilppula, Kolho   |                                     |        |
| Chapelle de la protection de la Vierge de Kotka (fi)              |       |             | Kotka                              |                                     |        |
| Église Saint-Nicolas de Kotka                                     |       | 1799–1801   | Kotka                              |                                     |        |
| Église de la Sainte Croix de Kouvola                              |       | 1913–1915   | Kouvola                            |                                     |        |
| Chapelle Germain d'Alaska de Kovero (fi)                          |       |             | Joensuu, Tuupovaara, Kovero        |                                     |        |
| Chapelle Saint-Nicolas de Kuivajärvi (fi)                         |       | 1958        | Suomussalmi                        |                                     |        |
| Église de la Trinité de Lahti (fi)                                |       | 1956        | Lahti                              | Toivo Paatela                       |        |
| Église de Tous les Saints de Lapinlahti (fi)                      |       | 1959, 1987  | Lapinlahti                         | Ilmari Ahonen                       |        |
| Église orthodoxe de Lappeenranta                                  |       |             | Lappeenranta                       |                                     |        |
| Chapelle orthodoxe de Lapua (fi)                                  |       |             | Lapua                              | Ilmari Ahonen                       |        |
| Église du Saint prophète Élie de Lieksa (fi)                      |       | 1960        | Lieksa                             | Selim Savenius Leo Kasanko          |        |
| Chapelle Saint-Nicolas de Lievestuore (fi)                        |       |             | Laukaa, Lievestuore                |                                     |        |
| Chapelle de l'icône de la Vierge de la Nativité à Jérusalem       |       |             | Heinävesi, Lintula                 |                                     |        |
| Chapelle Paraskeva de Lintula                                     |       |             | Heinävesi, Lintula                 |                                     |        |
| Église de la Sainte-Trinité de Lintula (fi)                       |       | 1973        | Heinävesi, Lintula                 | Vilho Suonmaa.                      |        |
| Chapelle orthodoxe de Liperi (fi)                                 |       | 1973        | Liperi                             | Vilho Suonmaa                       |        |
| Chapelle de tous les saints à Lohja (fi)                          |       | 1995-1996   | Lohja                              | Sakari Siitonen Timo Oksa           |        |
| Église orthodoxe de Lohja (fi)                                    |       | 2000        | Lohja                              |                                     |        |
| Église de la Sainte Mère de Dieu à Loviisa (fi)                   |       |             | Loviisa                            |                                     |        |
| Chapelle de Luikonlahti (fi)                                      |       | 1981        | Kaavi, Luikonlahti                 | Seppo Latvala                       |        |
| Église des éclaireurs de Carélie à Maaninka (fi)                  |       | 1960, 2005  | Kuopio, Maaninka                   | Ilmari Ahonen                       |        |
| Église de l'Archange Saint-Michel à Mikkeli (fi)                  |       | 1957        | Mikkeli                            | Ilmari Ahonen                       |        |
| Eglise de la mère de Dieu de Myllykoski (fi)                      |       |             | Kouvola, Myllykoski                |                                     |        |
| Église orthodoxe de Nellim (fi)                                   |       | 1987, 1988  | Inari, Nellim                      | Seppo Latvala                       |        |
| Église orthodoxe de Nilsiä (fi)                                   |       | 1954, 1991  | Kuopio, Nilsiä                     | Toivo Paatela                       |        |
| Église de la Transfiguration du Christ de Nivala (fi)             |       | 1962, 2007  | Nivala                             | Ilmari Ahonen, Pekka Taskinen       |        |
| Salle de prière de la Vierge Marie de Nummela (fi)                |       | 2015        | Vihti, Nummela                     |                                     |        |
| Église des Apôtres Pierre et Paul à Nurmes (fi)                   |       | 1958-1959   | Nurmes                             | Ilmari Ahonen                       |        |
| Église orthodoxe d'Outokumpu (fi)                                 |       | 1954, 1984  | Outokumpu                          | Uuno Korhonen                       |        |
| Église de la Nativité de la Vierge Marie à Pieksämäki (fi)        |       |             | Pieksämäki                         | Toivo Paatela                       |        |
| Église orthodoxe de Pielavesi (fi)                                |       | 1958        | Pielavesi                          | W. Korhonen                         |        |
| Chapelle du prophète Elie et Sainte-Anne à Pietarsaari (fi)       |       | 1984        | Pietarsaari                        |                                     |        |
| Église Saint-Jean-Baptiste de Polvijärvi (fi)                     |       | 1914        | Polvijärvi                         |                                     |        |
| Église orthodoxe de Pori (fi)                                     |       | 2002        | Pori                               | Matti Porkka                        |        |
| Église de la Transfiguration du Christ de Porvoo (fi)             |       | 1989        | Porvoo                             |                                     |        |
| Église du camp de Pyhäkangas (fi)                                 |       |             | Uurainen, Kangashäkki              |                                     |        |
| Église carélienne des éclaireurs (fi)                             |       | 1968        | Kuopio                             |                                     |        |
| Cathédrale de la Sainte-Trinité d'Oulu                            |       | 1957        | Oulu                               | Mikko Huhtela                       |        |
| Eglise Sainte-Xenia de Saint-Pétersbourg                          |       |             | Helsinki                           |                                     |        |
| Cathédrale Saint-Nicolas de Kuopio                                |       | 1904        | Kuopio                             | A. Isaksson                         |        |
| Chapelle Saint-Nicolas de Rauma (fi)                              |       | 1956        | Rauma                              |                                     |        |
| Église Saint-Nicolas de Rautalampi (fi)                           |       | 1960        | Rautalampi                         | Ilmari Ahonen                       | [ 17 ] |
| Église de l'Apôtre André de Rovaniemi (fi)                        |       | 1957, 1962  | Rovaniemi                          | Toivo Paatela                       |        |
| Chapelle Arsenio Koniewski de Saarijärvi                          |       | 1989        | Saarijärvi                         |                                     |        |
| Chapelle de la Sainte Croix de Salo (fi)                          |       | 1989        | Salo                               |                                     |        |
| Église Tryphon de la Petchenga à Sevettijärvi (fi)                |       | 1951, 1992  | Inari, Sevettijärvi                | Ole Albert Gottleben                |        |
| Église du Grand Martyr Georges de Lydda à Siilinjärvi (fi)        |       | 1959, 1979  | Siilinjärvi                        | Ilmari Ahonen                       |        |
| Église d'Anne la prophétesse à Sonkajanranta (fi)                 |       | 1915        | Joensuu, Tuupovaara, Sonkajanranta |                                     |        |
| Église de la Protection de la Sainte Mère à Sotkamo (fi)          |       | 1961, 1986  | Sotkamo                            | Teuvo Alapeuso                      |        |
| Chapelle de Sotkuma (fi)                                          |       | 1914        | Sotkuma, Polvijärvi                |                                     |        |
| Chapelle de l'Archange Mikael à Suolahti (fi)                     |       | 1977        | Äänekoski, Suolahti                |                                     |        |
| Église de la Transfiguration du Christ de Suonenjoki (fi)         |       | 1957        | Suonenjoki                         | Ilmari Ahonen                       | [ 17 ] |
| Église orthodoxe de Tampere                                       |       | 1896-1899   | Tampere                            | T.U. Jazykov                        |        |
| Salle de prière orthodoxe de Tervo (fi)                           |       | 1955–1956   | Tervo                              | Johannes Brocke                     | [ 17 ] |
| Église orthodoxe de Tornio (fi)                                   |       | 1884        | Tornio                             |                                     |        |
| Église orthodoxe de Turku                                         |       | 1839-1846   | Turku                              | Carl Ludvig Engel                   |        |
| Église orthodoxe de Tuusniemi (fi)                                |       | 1961, 1993  | Tuusniemi                          | Ilmari Ahonen                       |        |
| Cathédrale Ouspenski                                              |       | 1862-1868   | Helsinki                           | Aleksei M. Gornostajev              |        |
| Eglise principale du Monastère de Nouveau Valamo                  |       | 1977        | Heinävesi, Uusi Valamo             |                                     |        |
| Chapelle Herman Alaskalainen                                      |       |             | Heinävesi, Uusi Valamo             |                                     |        |
| Chapelle de Saint-Jean-Baptiste                                   |       |             | Heinävesi, Uusi Valamo             |                                     |        |
| Chapelle de Saint-Nicolas                                         |       |             | Heinävesi, Uusi Valamo             |                                     |        |
| Église d'hiver du monastère de Valamo                             |       |             | Heinävesi, Uusi Valamo             |                                     |        |
| Église Saint-Nicolas de Vaasa                                     |       | 1862        | Vaasa                              |                                     |        |
| Salle de prière Saint-Nicolas de Valkeakoski                      |       |             | Valkeakoski                        |                                     |        |
| Église de la Sainte-Trinité de Valtimo (fi)                       |       | 1960, 2005  | Valtimo                            | Ilmari Ahonen                       |        |
| Église orthodoxe de Tikkurila (fi)                                |       | 1996-1997   | Vantaa, Tikkurila                  | Arvo Suorsa                         |        |
| Église de l'Assomption du Christ de Varkaus (fi)                  |       |             | Varkaus                            | Toivo Paatela                       |        |
| Salle de prière pour la naissance de Jean-Baptiste à Vesanto (fi) |       | 1960        | Vesanto                            | Ilmari Ahonen                       | [ 17 ] |
| Église de l-Damea Mere de Dieu de Viinijärvi (fi)                 |       | 1906        | Liperi, Viinijärvi                 |                                     |        |
| Chapelle de la Transfiguration du Christ de Viitasaari (fi)       |       | 1989        | Viitasaari                         |                                     |        |
| Chapelle de ma mort de la Mère de Dieu à Äänekoski (fi)           |       | 1992        | Äänekoski                          |                                     |        |